# Anartok
Az anartok (latinul Anartes, más magyar forrásokban anarsok, anarteszek) Ptolemaiosz Klaudiosz szerint Dacia északnyugati részén lakó kelta néptörzs volt, a tauriszkuszok szomszédai. Ha helyes a Nagyalmáson talált római mérföldkő olvasata, akkor a 3. században még létezett az anarteszeknek egy faluja, amelytől az út távolságát számították. A felirat: m(ilia) XVI. a R._ ul vico An(artorum). Eszerint Nagyalmástól 16 római mérföldre feküdt az anarteszek R…ul nevű faluja.